# IBM PC XT 286
IBM PC XT 286 — персональный компьютер, промежуточное звено между PC/XT и PC/AT. Использовал процессор Intel 286 с частотой 6 МГц, имел 5 разъемов ISA16 из 8 стандартных, использовал протокол клавиатуры AT.

## Информация
IBM PC/XT 286 оснащался MFM-жёстким диском с интерфейсом ST-412, объёмом 10 Мбайт